# Miquel Diumé i Vilà
Miquel Diumé i Vilà (Vilamacolum, 7 de febrer de 1948 – Girona, 27 de maig de 2008) fou un periodista català. Als divuit anys va iniciar-se a Ràdio Girona i el 1966 va començar la seva carrera a La Voz de Gerona, l'emissora de la Cadena de Emisoras Sindicales, primer com a tècnic i després com a locutor. A la mort de Francisco Franco, La Voz de Gerona es va fusionar a Radiocadena Española, englobada dins de Radiotelevisión Española. El 1982 en va ser nomenat director en funcions i una de les seves primeres decisions va ser la supressió de l'emissió del rosari. El 1993 Radiocadena es va dissoldre i va integrar-se a Radio Nacional de España, emissora que va dirigir a la demarcació de Girona des de l'inici i fins a la seva prejubilació, el 2006. També va ser membre de la junta del Col·legi de Periodistes de Catalunya a Girona i participà en els cursos de les Emissores Municipals de Catalunya. El 2008 va rebre a títol pòstum la Mosca de la Informació de la demarcació de Girona del Col·legi de Periodistes de Catalunya. L'octubre de 2012 l'Ajuntament de Girona va posar el seu nom a la nova sala de premsa del consistori. El 2010 la Diputació de Girona i la demarcació de Girona del Col·legi de Periodistes van instaurar, en el marc dels Premis de Comunicació Local Carles Rahola, el Premi Miquel Diumé al millor treball de ràdio.